# Thyrinteina quadricostaria
Thyrinteina quadricostaria är en fjärilsart som beskrevs av Herrich-Schäffer 1870. Thyrinteina quadricostaria ingår i släktet Thyrinteina och familjen mätare. Inga underarter finns listade i Catalogue of Life.